# 松平康平
松平 康平（まつだいら やすひら）は、江戸時代中期の旗本。

## 経歴
正徳2年（1712年）2月21日、将軍徳川家宣に初めて御目見し、享保12年（1727年）5月21日より書院番となる。延享3年（1746年）6月27日、52歳で死去。

## 系譜
- 父：松平康郷
- 母：六郷政信の娘
- 前妻：村上正春の娘
- 後妻：渡辺敬の娘
- 生母不明の子女
  - 長女：松平康般室
  - 次女：松平康瑞室→大友義珍室 - 松平康般養女→前田房長養女
- 養子
  - 男子：松平康般 - 渡辺雅の次男